# أرثر ميلر
أرثر ميلر (بالإنجليزية: Arthur Miller)‏ (17 أكتوبر 1915 - 10 فبراير 2005) كاتب وروائي ومسرحي أمريكي. كان أحد رموز الأدب والسينما الأمريكية لمدة 61 عاما. يعتبر من عمالقة المسرح الأميركي المعاصر، وكان من كبار المدافعين عن الحرية الفكرية مندداً بكل أشكال القمع وكان من المنادين بفكرة مسرح في متناول الجمهور.
خرج ميلر من سنوات الكساد في الثلاثينيات ليكتب مسرحيات تحاكي في قوتها التراجيديا الكلاسيكية اليونانية، تعتبر مسرحيته «وفاة بائع متجول» نموذجا كلاسيكيا لدراما القرن العشرين وتدرس تلك المسرحية في المدارس بمختلف أنحاء العالم وتتناول نقاط التصادم في طبيعة العلاقة بين ما هو اجتماعي وما هو فردي حاملا في طياتها نظرة ناقدة للحلم الأمريكي.
اشتهر ميلر بآرائه اليسارية وتم اتهامه بالشيوعية في الخمسينيات، تميّزت كتاباته المسرحية بطروحات حادة في تناولها لإشكاليات الإنسان المعاصر وبشكل خاص الإنسان الأمريكي. كتب العديد من المسرحيات لعل من أهمها: المحنة، نظرة من الجسر، وكلهم أبنائي، والتي حصلت عام 1947 على جائزة توني لأفضل مسرحية. في عام 1949 منح جائزتي «بوليتزر» و‌جائزة نقاد الدراما عن عمله الأكثر شهرة موت بائع متجول وهي مسرحية ترجمت إلى أكثر من 20 لغة بعد شهور على ظهورها ولا زالت تدرس وتعرض حول العالم.
شملته حملة لجنة تحقيق النشاط المعادي لأمريكا وقاده صيته ككاتب تقدمي وناشط في مجال حرية الرأي والتعبير إلى المحكمة في عام 1956. قام بإدانة الأنظمة القمعية في كل مكان وفي نفس اللحظة كان يدين السياسة الخارجية للولايات المتحدة خاصة في ما يتعلق بحقوق الإنسان.
كانت حياة أرثر ميلر الخاصة على نفس القدر من الإثارة وخاصة زواجه الفاشل من مارلين مونرو، وقد لحقت الشائعات هذا الزواج من لحظاته الأولى فأشيع إن زواج ميلر من مانرو هو محاولة لتمويه مكتب التحقيقات الفيدرالي الذي كان يلاحق نشاطات ميلر اليسارية.

## سيرة ذاتية
ولد ميلر لعائلة يهودية متوسطة الحال في مدينة نيويورك. كان والده أيسدور ميللر بولوني مهاجر إلى الولايات المتحدة قبل الحرب العالمية الأولى وكان مصمم وصاحب محل أزياء نسائية والذي دمر في فترة الكساد العظيم عام 1929 مما كان سبباً في تأثر آرثر لتنقله من حالة ميسورة إلى الفقر. كان لانتقال العائلة المتوسطة الحال إلى عائلة فقيرة بسبب الكساد العظيم أثرا كبيرا بأن يواجه ميلر وهو في الرابعة عشرة من عمره العالم الواقعي وجعله يعي أزمة العالم اقتصادياً واجتماعياً، بسبب هذه الهزة الاقتصادية العنيفة اضطر ميلر لممارسة العديد من المهن البسيطة مثل عامل في كافتيريا وسائق شاحنة وعامل في مصنع إلى جانب دراسته في جامعة ميشيغان، غير أنه سرعان ما تمكن من كسب معيشته من كتاباته فقام بالالتحاق بحلقة للتدرب على كتابة المسرحية. بدأ ميلر بممارسة الكتابة الدرامية في سنة 1938، أي بعد تخرجه، وكان أول عمل له عُرض على مسرح في برودواي «الرجل الذي كان ينعم بكل الحظ». كانت أعماله الأولى تحمل أثر التمزق والضياع اللذان أحس بهما أيام الكساد العظيم، وتأثر حينذاك بالأفكار الاشتراكية وأعجب بالمسرح الثوري وتتلمذ على أعمال المسرحي النرويجي هنريك إبسن ورغب مثله في أن يبرز النظام الذي يقمع الإنسان. كانت والدته ربة منزل مهتمة بالأدب والتعليم. أخته جوان أصبحت ممثلة معروفة باسم جوان كوبلاند وظهرت في بعض مسرحياته. أمضى ميلر دراسته الابتدائية في هارلم من عام 1920 إلى 1928 وشاهد المسرح لأول مرة في 1923 على مسرح شوبرت. قضى دراسته الثانوية في مدرسة أبراهام لينكون الثانوية بالقرب من جزيرة كلوني في بروكلين بنيويورك وكان ميلر متفوقاً رياضياً ولكنه كان ضعيف دراسياً. تم رفض طلبه الالتحاق بجامعة ميشيغان، ولكن على الرغم من ذلك كان ميلر يضع 13 دولار من كل 15 دولار يكسبها في صندوق الكلية حتى تم قبول طلبه الالتحاق بجامعة ميتشغان سنة 1934.
في بداية التحاقة بجامعة ميتشغان اختار تخصص الصحافة ثم انتقل إلى الأدب الإنجليزي وانصب اهتمامه على الأدب اليوناني القديم وكتابات هنريك إبسن. خلال عطلة الربيع سنة 1936 كتب عمله الأول للاشتراك به في مسابقة ذات جائزة 250 دولار. وفاز عنه بجائزة آفرى وود. وحصل على درجة البكالوريوس في الأدب الإنجليزي عام 1938. في 5 أغسطس 1940 تزوج زميلته ماري جريس سلاتري بعد قصة حب وأنجبا جان وروبرت، الذي أصبح مخرجا وكاتب ومنتج سينمائي، وهو من أنتج فيلم المحنة سنة 1996 وقام ببطولته دانيال داى لويس، أي صهر ملير.
تم إعفاء ملير من الخدمة العسكرية خلال الحرب العالمية الثانية لإصابة رياضية قديمة. في عام 1956 طلّق ماري سلاتري، وفي 29 يونيو من نفس العام تزوج مارلين مونرو والتي قابلها منذ ثماني سنوات عبر إليا كازان، وحينها تحولت مارلين إلى اليهودية. في 24 يناير 1961 حصلت مارلين مونرو على الطلاق من ميلر. وفي 17 فبراير 1962 تزوج ميلر من المصورة الفوتوغرافية إينج موراث والتي التقى بها عندما حضرت مع عدد من المصورين من وكالة ماجنوم لتصوير إنشاء فيلم «سيئو الحظ» عام 1961، وأنجبا طفلين هما دانيال وريبيكا، واستمر زواجهما 40 عاما حتى وفاتها في 30 يناير 2002.
أصبحت ريبيكا ميلر ممثلة وكاتبة ومخرجة وتزوجت من دانيال داي لويس والتي قابلته أثناء تصوير فيلم عن رواية والدها، «المحنة» عام 1996. أعلن ميلر خطوبته للرسامة آجنس بارلي في عام 2004 ولكنهما لم يتزوجا، إلا أنهما عاشا معاً منذ 2002. توفي أرثر ميللر عن عمر 89 عاماً بسكتة قلبية بعد معاناة مع مرض السرطان وأمراض القلب والرئتين مساء 10 فبراير 2005 في الذكرى السادسة والخمسين للعرض الأول لمسرحية «موت بائع متجول» في برودواي. كان ميلر محاطاً بعائلته عندما تفي في منزله في روكسبوري، كونيتيكت، بعد أربع شهور من موت أخيه الأكبر كريمت ميلر وبعد ثلاث سنوات من موت زوجته إينج موراث. وقد كتب ميلر سيرته الذاتية في كتاب أسماه «منعطفات زمنية».

## حياته السياسية
اشتهر ميلر بميوله اليسارية ويعتقد البعض أن زواجه من مارلين مونرو كان للتغطية على نشاطاته الشيوعية، وقد تابعت مكتب التحقيقات الفيدرالي نشاطه من الأربعينيات وحتى عام 1956 حين توقفت المباحث الفيدرالية عن متابعته. وحين أفرجت الأخيرة عن وثائق متابعة أرثر ميلر بعد موته قالت إنه لم يكن منضماً إلى الشيوعيين بل كان منشقاً عنهم. ورغم نفيه الدائم لانتمائه للشيوعية، إلا أنه يعترف بأنه حضر عدد من الاجتماعات مع كتاب آخرين قائلاً «إن الاجتماعات كان يحضرها واحد أو إثنين من الشيوعيين أما الباقون فلم يكونوا كذلك». كما أنه كان أيضاً مهتما بالرد على من يهاجمون الشيوعية. فلم يكن شيوعي بل كان ضد من هم ضد الشيوعية. تمت إضافة ميلر إلى القائمة السوداء لهوليوود، بالإضافة إلى إيليا كازان وغيرهم. وقد منعت الحكومة الأمريكية الفرق المسرحية الأمريكية من عرض مسرحية «كلهم أبنائي» خارج الولايات المتحدة عام 1949.
كان لميلر موقف معادي من السياسة الأمريكية، خارجية كانت أو داخلية وقد انتقد جورج بوش الأب أكثر من مرة، كما كان دائم النقد لأوضاع المجتمع الأمريكي ويتضح هذا جلياً في كتاباته. وقد وقف ميلر ضد الحرب على فيتنام، وكانت له نشاطات في مجال حقوق الإنسان. في 31 مايو 1957 اتهم ميلر بازدراء الكونغرس الأمريكي، وأدين من هيئة متابعة النشاطات غير الأمريكية أو «لجنة تحقيق النشاط المعادي لأمريكا»، وذلك لرفضه الإفصاح عن أسماء حلقة أدبية مشتبه في انتسابها للشيوعية. وقد دافع ميلر عن وجهة نظره قائلاً «أنني لا أستطيع استخدام أسماء أشخاص آخرين لأجلب لهم المشاكل».' في 7 أغسطس 1958 رفضت محكمة الاستئناف الأمريكية التهم الموجهة إليه بعد صراع قانوني لمدة سنتين، وقد دافع محاميه جوزيف رو بأن الهيئة كانت تريد التشهير به، وأن الأسئلة التي لم يجب عليها ميلر لم تكن ذات علاقة بالقضية. وفي نفس العام أصدر مجموعة مسرحيات. أسس ميلر الإتحاد الدولي للكتاب المسجونين. وانتخب رئيساً له عام 1965 واستمر في المنصب لأربعة أعوام.
في عام 1985، عندما زار ميلر تركيا مع هارولد بينت بالنيابة عن اتحاد الكتاب العالمي ولجنة المتابعة بهلسنكي، تم دعوته على العشاء في السفارة الأمريكية، وعندما فتح بينتر موضوع التعذيب مع السفير الأمريكي تم طرد بينت وترك ميلر الحفل تضامناً معه. وفي عام 2000 ذهب ميلر مع زوجته إينج إلى كوبا مع مجموعة صغيرة من مثقفي أميركا، وكانوا تسعة أشخاص، والتقوا بالرئيس الكوبي فيدل كاسترو أو كما يسميه، «الزعيم»، حيث دعا كاسترو المجموعة إلى العشاء في اليوم التالي لوصولهم كوبا وتناقش معهم، ثم فاجأهم في اليوم التالي بأن ذهب إليهم أثناء تناولهم الغداء في المدينة ليكمل نقاشه معهم.
في مسرحية «اتصالات السيد بيتر» عام 1999، وجه ميلر نقدا شديد اللهجة لأخلاقيات الانتخابات الرئاسية الأمريكية، وعندما تم توجيه سؤال إليه عن كيفية احتفاظه بصفات الثائر الأخلاقي وهو بعمر 84 سنة، قال ميلر:
| أرثر ميلر | لا أشعر بأنني بريء بما فيه الكفاية إلى درجة إعفاء نفسي من شتم الآخرين، وعلى أية حال إن المرء كلما كبر في السن يضحك مع نفسه ساخراً من كل شيء، ولا علاقة للحملات الانتخابية بذلك، ولكن فيما يتعلق بالمرشحين فهي تجارة أيضاً، ولا يوجد أي مشرح يناقش أو يطرح المشاكل الحقيقية والتي لها علاقة فعلية بواقع معاناة الناس. لاحظ هذه المناظر الهستيرية حول الإجهاض، بحيث أن من يستمع إلى سياسيينا وهم يتحدثون عنه سيعتقد بأن المشكلة الجوهرية للمواطن الأمريكي البسيط هي الإجهاض.. اللعنة.. ألا يريد هؤلاء النماذج من السياسيين إلا المتاجرة بنا..؟ لماذا وصل الحال إلى وجود الآلاف من أطفال أمريكا بأن يعيشوا تحت مستوى الفقر؟ ألا يوقظ هذا في الساسة الضمير العالم؟.. إن المراقبين لم يكفوا عن التأسف والشكوى من أن هذا البلد يحتاج إلى استعادة وإنقاذ قيمه الأخلاقية.. ولكن السخرية تكمن أيضاً في أن هؤلاء المراقبون أنفسهم يشغلون حيزهم في هذه المنظومة التي تدمر قيمنا يوماً بعد يوم. | أرثر ميلر |

## ميلر وإسرائيل
لم يكن ميلر يهودياً متديناً في بداية حياته فلقد كانت زيجته الأولى في كنيسة، أما حين تزوج مارلين مونرو فقد قابلها بحاخام يهودي لمدة ساعتين ونصف تحولت بعدهم إلى اليهودية. ويروي د. عبد الوهاب المسيري عن «ميلر» أنه قد تنبه لذلك التناقض -الذي وقع هو نفسه (أي ميلر) فيه- حول مفهوم «الدولة اليهودية». ففي مقال له في مجلة التايمز اللندنية (3 يوليو 2003) يقول:
إنه عند إعلان الدولة الصهيونية عام 1948، تصور أن ذلك الحدث السياسي يشبه أحداث العهد القديم، واهتزت مشاعره بعنف، ولكنه تنبه بعد ذلك إلى أن أبطال هذا الحدث بشر عاديون، تجد من بينهم سائقي الحافلات ورجال الشرطة والكنّاسين والقضاة والمجرمين والعاهرات ونجمات السينما والنجارين ووزراء الخارجية. واعترف بأنه نسي في غمرة فرحه أنه إذا أصبحت الدولة اليهودية مثل كل الدول فإنها ستتصرف كأي دولة تدافع عن بقائها بكل الوسائل المتاحة، شرعية كانت أم غير شرعية، بل ستحاول أن تتوسع على حساب الآخرين.
وبعبارةٍ أخرى، فإن «ميلر» يعترف بأنه أخطأ في تصنيف دولة إسرائيل ولم يستطع التمييز بين الدولة اليهودية ودولة اليهود. فالدولة اليهودية، كما تصورها، لا تنتمي إلى التاريخ لأنها خرجت من صفحات الكتب المقدسة، أما دولة اليهود فتخضع للقوانين التاريخية التي تنطبق على الظواهر المماثلة. وحينما راجع «ميلر» حساباته، صنف الدولة الصهيونية التصنيف الصحيح، وسجل احتجاجه عليها.
وقد فكر ميلر في رفض جائزة القدس، ولكنه قبِلها بعدما أرسل شريط فيديو ينتقد فيه سياسة الاستيطان وقتل المدنيين قائلاً: «إن قمـع الفلسطينيين والمستوطنات في الضفة الغربية، خيانة لمثل التوراة العادلة التي ألهمت تأسيس دولة إسرائيل». ودعا إلى قيام دولة فلسطينية وقال «إن ما بقي من الحلم بمجتمع تقدمي مسالم في 1948 هو الضد تماماً: مجتمع مسلح يائس على خلاف مع جيرانه والعالم». لم تظهر يهودية ميلر في كتاباته عدا مسرحية «بعد السقوط»، التي تناولت الهولوكوست ومعاداة السامية وروايته الوحيدة «التركيز».

## حياته الأدبية والمهنية
بدأ حياته وكسب عيشه من العمل في مصنع، إلا أنه سرعان ما التحق بمؤسسة «فيدرال ثياتر روجكت»، المتخصصة في توفير عمل للممثلين والكتاب، في نيويورك وبدأ كسب عيشه من كتابة السيناريوهات. عُرضت أولى أعماله على المسرح في برودواي، بعنوان «الرجل الذي كان ينعم بكل الحظ»، والذي كتبه عام 1944. بزغ نجم آرثر ميلر بمسرحية كلهم أبنائي عام 1947، والتي تدور حول صاحب مصنع قام ببيع قطع غيار محركات طائرات معطوبة للجيش الأمريكي خلال الحرب العالمية الثانية. حصدت المسرحية جائزة دائرة نقاد الدراما بنيويورك وجائزتي توني. أما مسرحية «موت بائع متجول» والتي أصدرها عام 1949، فقد حصلت على جائزة بيرلتز وجائزتي توني وكذلك جائزة دائرة نقاد الدراما بنيويورك. وكانت أول مسرحية تحصل على الجوائز الثلاث وقد عرضت هذه المسرحية حوالي 700 مرة، وترجمت إلى أكثر من 20 لغة بعد شهور على ظهورها. اقتبس ميلر من أبسن مسرحيته «عدو الشعب» رداً على «الرعب الأحمر» التي كتبها جوزيف مكارثي. فذهب إلى بلدة سالم بماساتشوستس. تم افتتاح مسرحيته «المحنة» في برودواي في 22 يناير 1953 وهي أكثر أعمال ميلر إنتاجاً كمسرحيات أو أفلام. يربط ميلر فيها بين الحرب الباردة والمكارثية وبين محاكمة سحرة سالم، وهي تعالج موضوع معاقبة السحر والشعوذة في إحدى مدن أمريكا، وهي مدينة سالم بولاية ماساتشوستس، ولسان حاله يقول «إياك أعني وإسمعي يا جارة» ضد حملة لجنة تحقيق النشاط المعادي لأمريكا. في 1955 تم افتتاح الدراما الشعرية «نظرة من الجسر» واعتبرها المشاهدون بعيدة عن الروح الشعرية، ثم تم تعديلها لتعتبر مسرحية نثرية على الطراز اليوناني التراجيدي التقليدي في العام التالي.
لم يكن من الغريب أن يستبعد كاتب في حجمه من الحياة الثقافية الأمريكية، عقب الحملة «الأدبية» الشهيرة التي شنت عليه لاحقا في عام 1972، عندما كتب مسرحيته «خلق العالم وأعمال أخرى»، التي تدور فكرتها حول الصراع بين الخير والشر بطريقة كوميدية من خلال قصة حواء وآدم، وقد توقفت هذه المسرحية عن العرض بعد عشرين ليلة. إلا أن مسرحيته «الزجاج المكسور» التي عرضت في مسرح «بوث» في نيويورك عام 1994 أعادت إليه الاعتبار المسرحي، وكانت تلك المرة الأولى التي يقدم فيها عمل جديد له على مسارح برودواي مدة 14 عاما كاملة. في 1 مايو 2002 حصل على لقب رائد الدراما الحديثة من إسبانيا، وفي العام التالي حصل على جائزة القدس. آخر مسرحيات ميلر كانت دراما كوميدية بعنوان «إنهاء الصورة» تم افتتاحها في خريف 2004 ، عرضت على مسرح جودمان وهذه المسرحية هي توثيق للوقت الذي قضاه ميلر ومونرو في تصوير فيلم «سيئو الحظ» 1961، وكان زواجهما في هذه الفترة في تدهور نتيجه لإدمانها المخدرات. امتدات حياة ميللر الأدبية لنحو 70 عاماً ويعتبر ضمير المسرح الأمريكي.
يعتبر منهج ميلر المسرحي مطابقا لمنهج المسرحي النرويجي هنريك إبسن (1828 - 1906)، مؤسس مدرسة الواقعية الاجتماعية التي كانت تهدف إلى زيادة الإدراك والوعي بالحياة وتغيير الواقع الاجتماعي. في مسرحياته الأخيرة كان ميلر يطرح وجهة نظره حول المستقبل السياسي للولايات المتحدة، حيث كان ميلر يعتقد بأن السياسة في بلده تُدار من قبل أصحاب رؤوس الأموال وليس السياسيين. بسبب تجربة ميلر الشخصية في شبابه، وتعرض عائلته إلى هزة اقتصادية عنيفة خلال الأزمة التي شهدتها الولايات المتحدة في سنة 1931 والتي عرفت باسم، الكساد العظيم، ارتبطت فلسفة ميلر الشخصية بصراع مع قيم الرأسمالية التي شاهدها تلتهم العاطلين عن العمل والمهمشين، بسبب وصولهم إلى الخمسينيات من أعمارهم. وقد عبر ميلر عن هذا الجانب الإنساني في مسرحية «اتصالات السيد بيتر» أو «علاقات السيد بيتر». كان ميلر لا يزال متمسكا بفكرته القديمة بأن على المسرح أن يهز الإنسان، وينسف الأشياء التي تفتقر إلى المعنى، قبل وفاته، ولكنه كان في نفس الوقت قلقا على واقع المسرح حيث قال:
| أرثر ميلر | إن العمل المسرحي قد تحول إلى سلعة كما تحول كتّاب المسرح إلى موظفين يعملون في المسارح وحتى المخرجين لم تعد تراودهم الرغبة في تبني المواهب والنهوض بالفن، المعيار الوحيد للنجاح هو ما إذا كان الإنسان قادرا على تحقيق الثروة المادية. | أرثر ميلر |

## أعماله
أنتج ميللر الكثير من الأعمال في جميع فروع الكتابة، بدءاً من المسرح حتى كتابة المقال وكان أغزر إنتاجاً في المسرح. وتنوعت كتاباته بين المسرحيات والروايات والقصص القصيرة والمقالات والشعر والنثر، ومن أعماله:
| - الرجل المحظوظ - مسرحية - 1944 - التركيز - رواية - 1945 - جميع أبنائي - مسرحية - 1947 - موت بائع متجول - مسرحية - 1949 - عدو الشعب - مسرحية - 1951 - المحنة (البوتقة) - مسرحية - 1953 - نظرة من الجسر (منظر من الكوبري) - مسرحية - 1957 - سحرة سالم - فيلم إقتبسه جان بول سارتر من مسرحية المحنة - 1957 - سيئو الحظ (المختلون) - قصة قصيرة - 1961 - بعد السقوط - مسرحية - 1964 - حادثة في فيشي - مسرحية - 1965 - لم أعد أريدك - مجموعة قصصية - 1967 - الثمن - مسرحية - 1968 - في روسيا 1968 - خلق العالم وأعمال أخرى - مسرحية - 1973 - في الريف (مع إينج موراث) - 1977 - صدام صينيي (مع إينج موراث) - 1979 - اللعب للوقت 1980 | - الساعة الأمريكية - مسرحية - مقتبسة عن أوقات صعبة لتشارلز ديكنز - 1980 - النسخة الأخيرة 1981 - رثاء سيدة 1982 - ذكرى يومي اثنين - مسرحية من فصل واحد 1984 - الصعود من الجنة - مسرحية موسيقية مبنية على خلق العالم وأعمال أخرى - 1984 - بائع متجول في بكين 1984 - نوع من قصص الحب 1984 - الكل رابحون - سيناريو - 1990 - السنوات الذهبية 1990 - الزجاج المكسور - مسرحية - 1994 - اتصالات مستر بيتر - مسرحية - 1999 - حول السياسة وفن التصرف - خطبة منشورة - 2001 - إنهاء الصورة - مسرحية - 2004 |

## سينمائياته
تحولت الكثير من كتابات أرثر ميلر إلى أفلام سينيمائية أو حلقات تليفزيونية وكان أول تلك الأفلام عن مسرحيته «كلهم أبنائي»، وعرض الفيلم سنة 1948 بالأبيض والأسود وأخرجه «إرفينج ريس» وقام ببطولته إدوارد جي روبنسون وبرت لانكستر وتوالت أعماله التي ظهرت كأفلام أو حلقات تليفزيونية حتى 61 عمل بعدة لغات. كما تم تصوير عدة أفلام عن مسرحيته «المحنة» كان أولها عام 1959 وكان إنتاجاً تليفزيوتياً بالأبيض والأسود من إخراج هنري كابلان ومن بطولة شون كونري وباربرا شيلكوت، أما آخرها فكان عام 1996 والذي كتب ميلر له السيناريو وأخرجه نيكولاس هيتنر وقام ببطولته دانيال داي لويس ووينونا رايدر وأنتجه روبرت ميلر ابن أرثر ميلر. أما روايته الوحيدة «التركيز» فقد تم تصويرها مرتين، الأولى تليفزيونياً عام 1966 وأخرجها آلان جيبسون وقام ببطولته جوس آكلاند وراى ماكنالي، والثانية عام 2001 وأخرجها نيل سلافين وقام بالبطولة فيه ويليام ماسي ولورا ديرن. وقد أعلن في 2006 عن بدء تصوير فيلم عن مسرحيته «الرجل الذي كان ينعم بكل الحظ» أو «الرجل المحظوظ» وستقوم بكتابة السيناريو ابنته ريبيكا ميلر وسيقوم بإخراجه سكوت إليس.

## ما كتب عنه
لم تكن حياة كاتب كأرثر ميلر لتمر مرور الكرام خاصة وأنها دسمة وتحتوي على الكثير من التفاصيل، فلذلك كُتب عنه عدة كتب منها:
- مقالات مسرحية لأرثر ميلر - روبرت مارتن - 1978
- علم النفس وأرثر ميلر - ريتشارد إيفانز - 1981
- حوار مع أرثر ميلر - ماثيو تشارلز - 1987
- الشيوعية ورعاة البقر والشواذ: دراسة في الرؤى الذكورية لأرثر ميلر وتينيس ويليامز - دافيد سافران - 1992
- فهم أرثر ميلر - آليس جريفن - 1996
- حوار مع ميلر - ميل جوسو - 2002
- دراسة لغوية حول مسرحيات أرثر ميلر: امتزاج الشعر بالعامية - ستيفين مارينو - 2002
- أمريكا أرثر ميلر: المسرح والثقافة في مرحلة التغيير - إينوخ براتر - 2004
- أرثر ميلر (من سلسلة كُتاب وأعمالهم) - ريتشارد أندرسون - 2005
- أرثر ميلر: حياة وأعمال كاتب مسرحي - إينوخ براتر - 2005
- أرثر ميلر: دراسة نقدية - كريستوفر بيجسبي - 2005
- الرد النقدي على أرثر ميلر- ستيفين سينتولا - 2006
- أرثر ميلر: حياته وأعماله - مارتن جوتفريد
- الدراما الأمريكية المعاصرة: دراسة لمسرحيات تينيس ويليامز وأرثر ميلر وإدوارد آلبي - أبها سايجن